# Salvatore Crippa
Salvatore Crippa (Monza, Llombardia, 2 de novembre de 1914 - Monza, 30 de novembre de 1971) va ser un ciclista italià que fou professional entre 1936 i 1950. En el seu palmarès destaca una victòria d'etapa del Giro d'Itàlia de 1938.

## Palmarès
- 1936
  - 1r al Piccolo Giro de Lombardia
- 1937
  - 1r a la Coppa del Re
  - 1r a la Targa d'Oro Città de Legnano
- 1938
  - Vencedor d'una etapa al Giro d'Itàlia
- 1944
  - 1r a la Coppa d'Inverno
- 1945
  - 1r a la Coppa d'Inverno
- 1946
  - 1r a la Coppa d'Inverno

### Resultats al Giro d'Itàlia
- 1938. Abandona (10a etapa). Vencedor d'una etapa
- 1939. 6è de la classificació general
- 1940. 16è de la classificació general
- 1946. 4t de la classificació general
- 1947. 8è de la classificació general